# Nyhamnsläge
Nyhamnsläge ligger vid kusten norr om Höganäs och är numera en del av tätorten Höganäs. Orten består mestadels av villabebyggelse men det finns också några mindre flerfamiljshus i centrum. En mindre småbåtshamn finns i byn och söder om denna finns en lång sandstrand med badbrygga. Norr om samhället finns en naturskyddad fälad. Från stranden är det utsikt över Öresund och Danmark.

## Historia
Nyhamnsläge hette från början Nyhamn. Namnbytet till Nyhamnsläge skedde i och med järnvägens tillkomst år 1910. Postortsnamnet Nyhamn var redan upptaget, och två postorter fick inte ha samma namn i Sverige.
Ortens första hus byggdes år 1778 av skomakaren Jöns Öfverberg. I början av 1800-talet fanns endast tre hus. Sillfångsterna ökade då, och samhället byggdes ut. Piren ut i Öresund anlades 1820. Då fanns det 20 hus i byn. I samband med utvecklingen av fiske, fraktfart och framför allt skeppsbyggeri ökade samhällets omfattning från mitten av seklet och framåt. En mycket kvalificerad skeppsbyggare i mitten av 1800-talet var Per Cronberg som byggde många fraktfartyg i Nyhamn trots att det saknades något egentligt varv. Höjdpunkten kan väl sägas var 1869, då barken Nyhamn sjösattes, som var på 272 ton. Orten utvecklades till ett stationssamhälle år 1910, när järnvägen anlades. Nyhamns Trävaruaffär och Kullens bageri var två företag i Nyhamnsläge vid denna tid. Turismen tilltog i och med järnvägens tillkomst, och två pensionat fanns förr i samhället.

## Samhället
I byn har det funnits allt från bank och bryggeri till två affärer. Idag finns bibliotek, skola, pizzeria, ICA-butik, VVS-butik, hälsocenter, frisör, tandläkarmottagning och två förskolor. Strax nordväst om Nyhamnsläge ligger Kullabergs vingård.

## Kommunikationer
Nyhamnsläge hade förr en station utmed Möllebanan, som dock lades ner 1963.

### Väg
Till Nyhamnsläge kan man ta sig från Helsingborg via Länsväg 111. Eftersom vägen till badorten Mölle går genom Nyhamnsläge så vill en del av de boende längs den bitvis hårt trafikerade vägen bygga en alternativ väg, den s.k. Väg 111 Östra. 

### Kollektivtrafik
Nyhamnsläge har bussförbindelse med Helsingborg via Regionbuss linje 222 (startar i Mölle) och linje 223 (startar i Jonstorp via Arild, Höganäs och slutar i Nyhamnsläge där man ansluter till linje 222.)

## Kända Nyhamnsbor
- Daniel Lemma, sångare och låtskrivare
- Lars Vilks, konstnär
- Joakim Bengtsson,antikexpert